# Dorfkirche Schönborn (Niederlausitz)

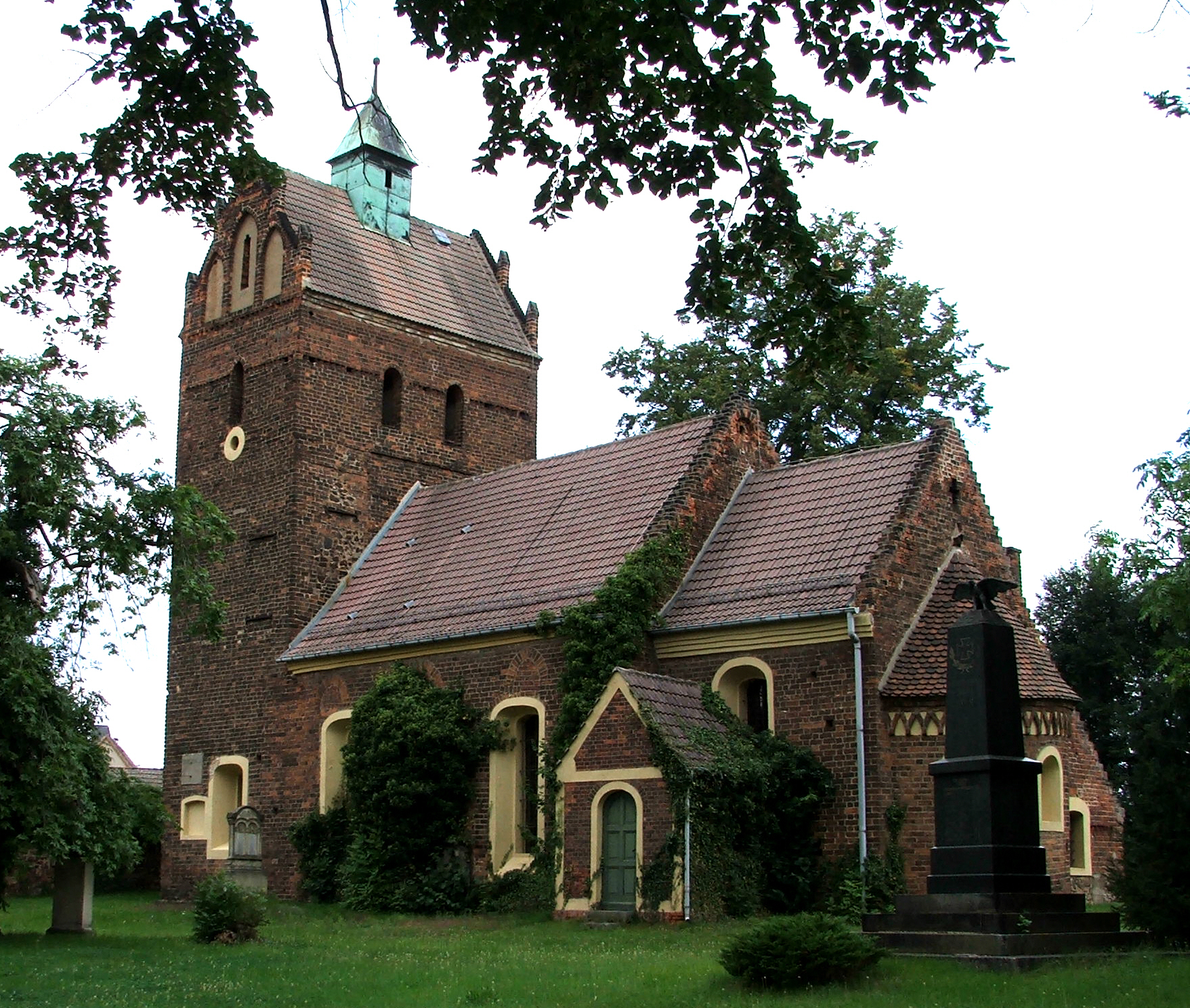
Dorfkirche Schönborn (Niederlausitz)

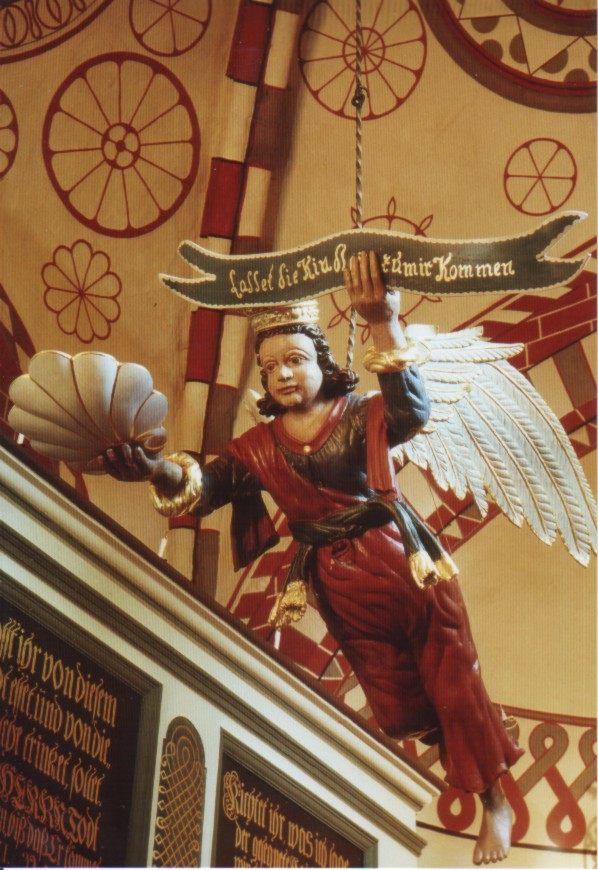
Taufengel

Die evangelische Dorfkirche Schönborn (Niederlausitz) ist eine spätromanische Backsteinkirche in Schönborn (Niederlausitz) im Landkreis Elbe-Elster in Brandenburg. Sie gehört zur Kirchengemeinde Schönborn in der Region Doberlug im Kirchenkreis Niederlausitz der Evangelischen Kirche Berlin-Brandenburg-schlesische Oberlausitz und kann nach Anmeldung besichtigt werden.

## Geschichte und Architektur
Die Dorfkirche Schönborn ist ein romanischer Saalbau in vollständiger Anlage mit eingezogenem quadratischem Chor in Backstein. Sie ist Mutterkirche der Dorfkirche Lindena und formal mit dieser Kirche verwandt. Sie war im Jahr 1234 im Besitz des Klosters Dobrilugk und steht unter dem Einfluss der Klosterkirche Doberlug. Der Chor mit halbrunder Apsis ist noch mit dem Gewölbe aus der Bauzeit geschlossen. Das Langhaus wurde nach dendrochronologischer Datierung (d) im Jahr 1253 gedeckt. Der Turm in Breite des Langhauses wurde nach der Mitte des 13. Jahrhunderts angefügt. Das Obergeschoss des Turmes mit Fialgiebeln wurde wie auch die tonnengewölbte Sakristei auf der Nordseite des Chores erst gegen Ende des 15. Jahrhunderts erbaut. Das Langhaus der Kirche wurde wohl erst zu Beginn des 16. Jahrhunderts eingewölbt und mit den erforderlichen Strebepfeilern versehen.
Auf dem Turm sitzt ein quadratischer Dachreiter von 1848. Die Kirche wurde 1906 durchgreifend restauriert; dabei wurden die Portalvorhallen im Westen und auf der Südseite des Chores angebaut. Die ursprünglichen Lanzettfenster wurden bis auf drei schmale rundbogige Apsisfenster später korbbogig erweitert. Unter dem Traufgesims zieht sich ein Spitzbogenfries um die Apsis. Ein rundbogiges Chorsüdportal (innerhalb der Vorhalle) ist mit einer gestuften Laibung und mittelalterlichen Beschlagresten am Türblatt erhalten, die übrigen Portale wurden wohl im 16. Jahrhundert stichbogig umgebaut.
Das Innere wurde bei der Restaurierung 1906 neu gestaltet und ausgemalt, eine weitere Restaurierung fand 1984 statt. Der Triumphbogen und der Apsisbogen sind als gedrückte Spitzbögen ausgebildet. Die gratigen Sterngewölbe im Schiff stammen wohl wie die Kreuzgratgewölbe der Turmhalle vom Beginn des 16. Jahrhunderts. Über dem Schiffsgewölbe auf der Ostwand sind Reste figürlicher Wandmalereien einer Innenraumfassung aus der Zeit um 1300 erhalten, die sitzende Heilige oder Apostel unter einem Palmettenfries darstellen.

## Ausstattung
Hauptstück der Ausstattung ist ein künstlerisch wertvoller Schnitzaltar, der auf 1513 datiert ist. In der Predella ist eine Nische mit einer Figurengruppe des heiligen Martin zu Pferde mit Bettler versehen. Im Mittelschrein ist eine Madonna zwischen Petrus und Paulus dargestellt, in den Flügeln je zwei Heilige paarweise übereinander, auf den Rückseiten ist die Verkündigung gemalt. Im zierlichen Gesprenge des Altars sind drei Freifiguren angeordnet, in der Mitte ist Hieronymus gezeigt; die Figuren daneben wurden durch offenbar falsch ergänzte Attribute nachträglich als Petrus und Paulus ausgewiesen. 
Eine aufwändige, durch eine Mauertreppe zugängliche Sandsteinkanzel des späten Manierismus wurde inschriftlich 1655 von Andreas Schultze aus Torgau geschaffen. Der fünfseitige Korb steht auf einem Balusterfuß, an seiner Brüstung sind bewegte Reliefs von Christus und den vier Evangelisten in Rundbogennischen gezeigt. Seitlich der Kanzelrückwand befinden sich ovale Reliefs mit der Auferstehung und dem Jüngsten Gericht, die von Knorpelwerk und Ohrmuscheldekor gerahmt sind. Auf dem hölzernen Schalldeckel sind Posaunenengel angeordnet.
Eine auf 1742 datierte Sakramentsnische mit ornamental bemalter Tür vervollständigt die Ausstattung. Ein kastenförmiges, holzgeschnitztes Sakramentshaus auf leicht gedrehtem Fuß ist mit der Bemalung aus der Spätgotik erhalten. Ein ausdrucksstarker Triumphkruzifixus stammt aus der Mitte des 14. Jahrhunderts. 
Dreiseitige Emporen auf Balusterpfosten wurden von 1710 bis 1715 von Abraham Jäger aus Doberlug geschaffen; die nördliche wurde bis in den Chor hinein verlängert. 
Ein schwebender Taufengel mit Krone vom Anfang des 18. Jahrhunderts stammt wie die Emporen wohl von Abraham Jäger und wurde 1994 restauriert. Eine um 1220 (d) datierte Einbaumtruhe ist aus dem Mittelalter erhalten. An der südlichen Außenwand befindet sich ein Grabstein für Abraham Sieber († 1654) mit Ohrmuschel- und Knorpelwerkrahmung, der möglicherweise ebenfalls von Andreas Schultze stammt.
Die Orgel ist ein Werk von Moritz Baumgarten aus dem Jahr 1859 mit zwölf Registern auf zwei Manualen und Pedal.